# Маслак, Павел
Па́вел Ма́слак (чеш. Pavel Maslák, род. 21 февраля 1991 года в Гавиржове) — чешский бегун на короткие дистанции. Трёхкратный чемпион мира в помещении на дистанции 400 метров (2014, 2016 и 2018), чемпион Европы 2012 года и трёхкратный чемпион Европы в помещении (2013, 2015 и 2017) на дистанции 400 метров.
Выступал на Олимпийских играх 2012 года в Лондоне, где в беге на 400 метров остановился на стадии полуфинала, а на 200 метров не прошёл дальше предварительных забегов.
В настоящее время владеет национальными рекордами в беге на 200 метров — 20,49 и 400 метров — 44,79, а также в беге на 400 метров в помещении — 45,24. Зимой 2014 года установил высшие Европейские достижения в беге на 300 метров (32,15) и 500 метров (1.00,36) в помещении.
На трёх чемпионатах Европы в помещении подряд (2013, 2015 и 2017) выигрывал бег на 400 метров и приводил сборную Чехии к бронзовым медалям в эстафете 4×400 метров.
Выступал на Олимпийских играх 2016 года в Рио-де-Жанейро: в полуфинале бега на 400 метров показал свой лучший результат в сезоне (45,06), но его оказалось недостаточно для выхода в финал (итоговое 16-е место).